# Vintjärnen (Burträsks socken, Västerbotten, 716084-170206)
Vintjärnen är en sjö i Skellefteå kommun i Västerbotten och ingår i Rickleåns huvudavrinningsområde.